# Drassyllus mormon
Drassyllus mormon är en spindelart som beskrevs av Chamberlin 1936. Drassyllus mormon ingår i släktet Drassyllus och familjen plattbuksspindlar. Inga underarter finns listade i Catalogue of Life.